# Fred Auckenthaler
Frédéric „Fred” Auckenthaler (Svájc, Vaud kanton, Lausanne, 1899. – Franciaország, Haut-Rhin, Mulhouse, 1946. február 18.) svájci jégkorongozó, olimpikon.
Az 1924. évi téli olimpiai játékokon a svájci válogatottal játszott a jégkorongtornán. Első mérkőzésükön a svédek ellen kikaptak 9–0-ra. Ezután a kanadaiaktól egy megsemmisítő 33–0-s vereség jött, majd az utolsó csoportmérkőzésen a csehszlovákoktól is kikaptak 11–2-re. Az utolsó, 8. helyen végeztek. Mind a 3 mérkőzésen játszott, de nem ütött gólt.
A svájci HC Château-d'Oex volt a klubcsapata.